# Pamela Ware
Pour les articles homonymes, voir Ware.
Pamela Ware (née le 12 février 1993 à LeMoyne au Québec) est une plongeuse canadienne.
Elle obtient la médaille de bronze au plongeon à 3 m individuel ainsi qu'au plongeon à 3 m synchronisé avec Jennifer Abel lors des Championnats du monde de 2013 à Barcelone. Elle est médaillée d'argent avec Jennifer Abel au plongeon à 3 m synchronisé lors des Championnats du monde de 2015 à Kazan.